# 築上東部乗合タクシー

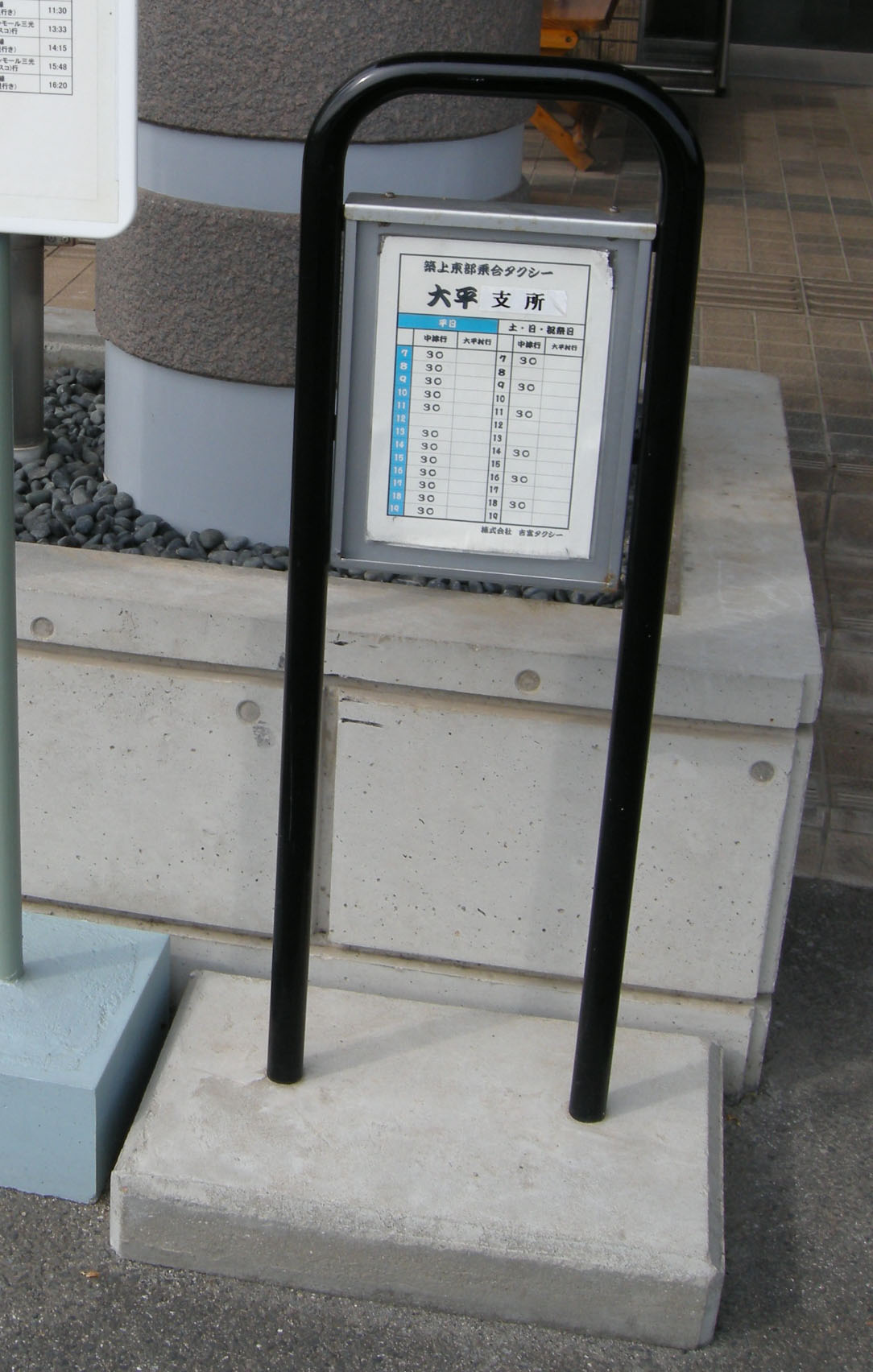
築上東部乗合タクシーの停留所

築上東部乗合タクシー（ちくじょうとうぶのりあいタクシー）は、福岡県築上郡内を主に走る乗合タクシーである。西鉄バス京築が運行していた友枝線の廃止に伴い、その代替として運行開始した。

## 概要
- 運行開始当初は吉富タクシーにより運行されていたが、後に中津シティタクシーによる運行に変更されている。
- 運行形態は、定時定路線である。
- 運賃は沿線の旧自治体区域単位（中津市、吉富町、新吉富村、大平村）での100円刻みの区間制になっている。
- 毎日運行である。

## 沿革
- 2004年4月1日 - 運行開始。

## 路線
- JR中津駅 - 広津 - 吉富町役場前 - 垂水 - 上毛町役場前 - 宇野 - 土佐井 - 中村 - 大平支所前
  - 平日は大平支所行き11本・中津駅行き12本、土日祝は大平支所行き5本、中津駅行き6本を運行。
  - JR中津駅では、駅北口の中津市営駐車場内に専用の停留所を設けている。

## 車両
- 吉富タクシー、中津シティタクシーともに日産・キャラバンを使用している。

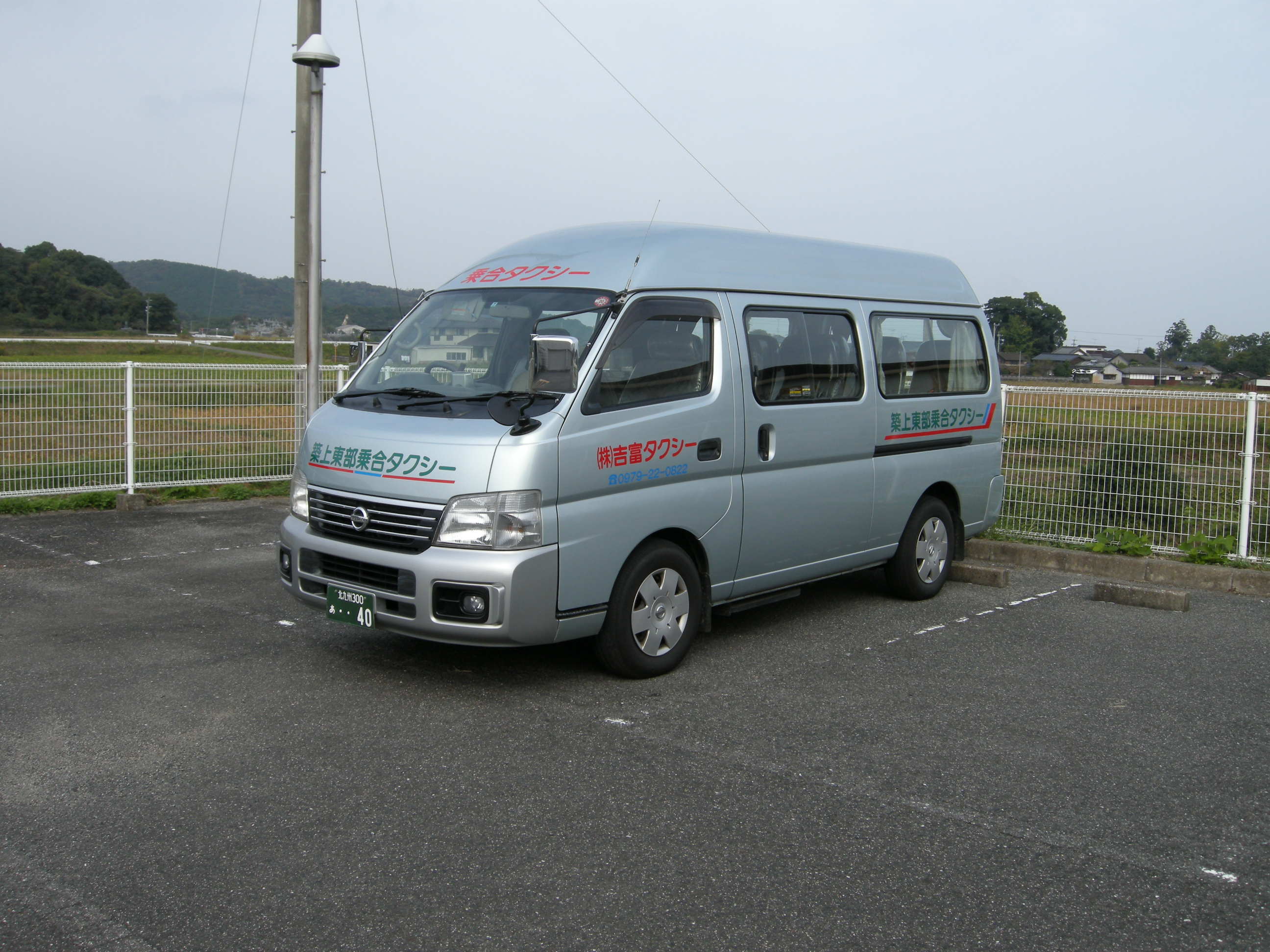
築上東部乗合タクシーの車両（吉富タクシー運行時代）